# القرة (أسلم)

تعديل مصدري - تعديل

القرة هي إحدى قرى عزلة أسلم الوسط بمديرية أسلم التابعة لمحافظة حجة، بلغ تعداد سكانها 166 نسمة حسب تعداد اليمن لعام 2004.